# Бесконечная шутка
«Бесконе́чная шу́тка» (англ. Infinite Jest) — роман американского писателя Дэвида Фостера Уоллеса, опубликованный в 1996 году.

## Описание
Объёмное и сложное произведение, повествующее о событиях, происходящих в полупародийной версии будущей Америки, затрагивает множество тем: теннис, программы избавления от наркомании, депрессию, жестокое обращение с детьми, семейные отношения, рекламу, популярные развлечения, теорию кино и квебекский сепаратизм.
Роман включает 388 пронумерованных сносок (некоторые из которых также имеют свои собственные сноски), объясняющих или излагающих некоторые моменты в истории. Уоллес характеризует этот приём как способ подрыва линейности текста при сохранении целостности повествования.
Роман был переведен на русский язык Алексеем Поляриновым и Сергеем Карповым. Оба они уже работали над переводами других произведений Уоллеса. Книга была выпущена издательством «Астрель-СПб» в декабре 2018 года.
Название романа взято из первой сцены пятого акта «Гамлета», в которой Гамлет держит череп придворного шута Йорика и произносит:

— Увы, бедный Йорик! — Я знал его, Горацио; человек бесконечно остроумный, чудеснейший выдумщик; он тысячу раз носил меня на спине; а теперь — как отвратительно мне это себе представить!
Оригинальный текст (англ.)—Alas, poor Yorick!—I knew him, Horatio: a fellow of infinite jest, of most excellent fancy: he hath borne me on his back a thousand times; and now, how abhorred in my imagination it is!

## Издания на русском языке
- Уоллес Д. Ф. Бесконечная шутка / Пер. с англ. С. Карпова, А. Поляринова. — М.: АСТ, 2019. — 1279 с.